# 洛兰岛

洛兰岛（丹麥語：Lolland）位于波罗的海，是丹麦第四大岛，面积约为1243平方公里，行政上属于西兰大区。整个岛屿的最高点海拔25米。截至2013年1月1日，島上共有62,578居民。